# Joumala Alaoui
Lalla Joumala Alaoui (en arabe : جمالة العلوي), née en 1962, princesse et membre de la famille royale marocaine, est l'ambassadrice du Maroc aux États-Unis de 2016 à 2023, ainsi que l'ancienne ambassadrice du pays au Royaume-Uni.

## Biographie
Lalla Joumala fait ses études secondaires au lycée Descartes de Rabat avant d'intégrer l'université londonienne de SOAS où elle décroche son Bachelor of Laws. À son retour au Maroc, elle devient active au sein de quelques ONG basées à Casablanca. Durant une brève période, Lalla Joumala a été attachée diplomatique à l'ONU.
Elle est ambassadrice du Maroc au Royaume-Uni de 2007 à 2016 puis, depuis de 2016 à 2023, aux États-Unis.
Elle est l'épouse de l'homme d'affaires iranien Mohammed Reza Nouri Esfandiari, un proche de l'ex-reine d'Iran Soraya, avec qui elle a deux enfants.

## Ascendance
La princesse Lalla Joumala est la fille du prince Moulay Ali, cousin du roi Hassan II, et de la princesse Lalla Fatima Zohra, la fille-aînée du roi Mohammed V, et sœur du roi Hassan II.